# Labium walkeri
Labium walkeri là một loài tò vò trong họ Ichneumonidae.